# Martin Hájek (historik)
Martin Hájek (* 3. března 1986, Prostějov) je český historik, knihovník a středoškolský pedagog.

## Životopis
Vystudoval historii na Masarykově univerzitě (2012), doktorát získal na Univerzitě Palackého (2018). Během studia se zúčastnil zahraničních pobytů na Rijksuniversiteit Groningen a Universität Bremen.
V letech 2012–2021 pracoval ve Vědecké knihovně v Olomouci. Od roku 2021 působí na Střední škole informatiky, poštovnictví a finančnictví v Brně.
Věnuje se především dějinám německé menšiny v Česku a lokálním dějinám.

## Dílo
- Odsun Němců z Olomouce. Vrahovice 2013. ISBN 978-80-260-4099-6.
- Vrahovice v moderní době. Dějiny obce v letech 1885–1973. Vrahovice 2019. ISBN 978-80-270-6702-2.[10]
- Olomoučtí Němci 1918–1938. Olomouc 2020. ISBN 978-80-244-5726-0.[11][12]
- Odsun Němců z Olomouce. 2. vydání. Vrahovice 2022. ISBN 978-80-11-01912-9.